# Flagge Ungarns
Die Flagge Ungarns (amtlich ungarisch Magyarország zászlaja) wurde offiziell am 1. Oktober 1957 als Nationalflagge angenommen.

## Beschreibung und Bedeutung
Die Nationalflagge Ungarns ist eine horizontale Trikolore in Rot, Weiß und Grün. Ein Gesetz von 1957 legte für die Handelsflagge ein Verhältnis von 2:3 fest. Hingegen legt eine Verordnung von 2000 ein Seitenverhältnis von 1:2 für die Beflaggung von Regierungsgebäuden fest. In der neuen Verfassung vom 25. April 2011 ist eine Flagge im Verhältnis 1:2 abgebildet.
Der Volksmund spricht den drei Farben folgende Bedeutung zu: Rot steht für das viele Blut, das die Ungarn in zahlreichen Freiheits- und Unabhängigkeitskämpfen verloren haben. Weiß steht für die Reinheit und Sauberkeit des Landes. Diese beiden waren die Farben der Flagge der ersten Ungarn, die in den Karpatenbecken gesiedelt hatten – „Árpád-Streifen“. Grün ist die Farbe der Revolution aus dem 19. Jahrhundert. Einer anderen Überlieferung zufolge bedeutet Rot Kraft, Weiß bedeutet Treue, und Grün bedeutet Hoffnung. Dass die 1992 eingeführte Flagge Tadschikistans dieselbe Farbreihenfolge wie die Flagge Ungarns hat, ist reiner Zufall und nicht auf gemeinsame Wurzeln zurückzuführen. Die Farbwahl Tadschikistans demonstriert mehr die kulturelle Nähe zum Iran.

## Geschichte

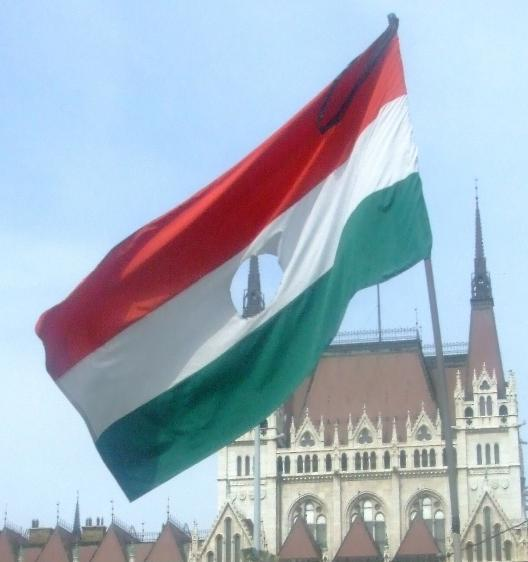
Flagge von 1956 vor dem Parlament in Budapest (2006)

Die ungarische Trikolore leitet sich vom historischen, 1990 wieder eingeführten Wappen Ungarns ab, das ein silbernes Patriarchenkreuz auf einem grünen Hügel mit rotem Hintergrund zeigt. Die Verwendung der Farben Rot, Weiß und Grün reicht aber bis ins 13. Jahrhundert zurück. Zum ersten Mal wurden sie 1608 während der Regentschaft des Habsburgers König Matthias II. verwendet.
Trikoloren mit den Farben Rot, Weiß und Grün waren in Ungarn seit der napoleonischen Zeit in Gebrauch – wohl von der französischen Trikolore inspiriert. Die heutige Form wurde 1848 bis 1849 und erneut 1867 offiziell.
Aufgrund des mit dem Österreichisch-Ungarischen Ausgleich vom 8. Juni 1867 verbundenen Umbaus des Kaisertums Österreich zur neuen Doppelmonarchie Österreich-Ungarn wurde für das Königreich Ungarn eine eigene Flagge angenommen, die die ungarischen Farben in horizontalen Streifen übereinander angeordnet enthielt. Die ungarischen Farben fanden auch in der mit dem österreichischen Reichsteil gemeinsamen Handelsflagge Verwendung.
Mit dem Ende Österreich-Ungarns 1918 – Ungarn war nun unabhängig geworden – nahm man auch eine vereinfachte neue Flagge an: Die rot-weiß-grüne Trikolore mit dem in die Mitte gestellten königlichen Wappen Ungarns wurde beibehalten, die links und rechts davon angeordneten Engel entfielen. Nachdem Ungarn 1920 durch den Vertrag von Trianon zwei Drittel seines Staatsgebiets verloren hatte, wurden alle offiziellen Flaggen im Lande auf halbmast gesenkt. Dieser Ausdruck der Staatstrauer blieb bis zum 2. November 1938 bestehen, als Ungarn durch den Ersten Wiener Schiedsspruch die ungarischsprachigen Grenzgebiete der Südslowakei zurückerhielt. Daraufhin wurden die Flaggen überall im Lande wieder um ein Drittel erhöht.
1944 änderte man die Flagge geringfügig, indem man im Wappen die Stephanskrone entfernte (Kossuth-Wappen).
1949 wurde Ungarn eine Volksrepublik, das vorher verwendete Wappen in der Mitte der Flagge wurde durch ein sozialistisch geprägtes Wappen ersetzt. Da im Jahre 1956 das Wappen erneut geändert wurde, kehrte man zur einfachen Trikolore zurück, die sich vom königlichen Wappen Ungarns ableitete.

Flagge des Königreichs Ungarn 21. Dezember 1867 – 12. November 1918
Handelsflagge von Österreich-Ungarn 1869–1918
Flagge Ungarns 1918–1919
Flagge der Ungarischen Räterepublik 1919
Flagge Ungarns 1919–1946, Seitenverhältnis 1:2
Flagge Ungarns 1946 – 19. August 1949 und 24. Oktober 1956 – 30. September 1957
Flagge Ungarns 20. August 1949 – 23. Oktober 1956, mit dem Rákosi-Wappen, Seitenverhältnis 2:3
Symbolflagge des Ungarischen Volksaufstandes 1956, mit ausgeschnittenem Rákosi-Wappen
Flagge Ungarns 1957–1989 (die Abbildung dieses Wappens in der Flagge war nie offiziell)
offizielle Version der Flagge Ungarns ab 1. Oktober 1957

## Weitere Flaggen Ungarns

Handelsflagge Seitenverhältnis 2:3
Landkriegsflagge Seitenverhältnis 3:4
Seekriegsflagge Seitenverhältnis 3:4